# San Severo
San Severo é uma comuna italiana da região da Puglia, província de Foggia, com cerca de 51.843 (30/11/2019) habitantes. Estende-se por uma área de 333 km², tendo uma densidade populacional de 167,75 hab/km². Faz fronteira com Apricena, Foggia, Lucera, Rignano Garganico, San Marco in Lamis, San Paolo di Civitate, Torremaggiore.

## Demografia
| Variação demográfica do município entre 1861 e 2011                               |
|                                                                                   |
| Fonte: Istituto Nazionale di Statistica (ISTAT) - Elaboração gráfica da Wikipedia |